# باکتالورانت‌هازا
باکتالورانت‌هازا (به مجاری: Baktalórántháza) یک منطقهٔ مسکونی در مجارستان است که در سابولچ-ساتمار-برگ واقع شده‌است. باکتالورانت‌هازا ۳۵٫۲۵ کیلومتر مربع مساحت و ۳٬۹۸۷ نفر جمعیت دارد.

## خواهرخوانده
شهرهای واینتسوت، راتس‌کوه و Ciumani خواهرخوانده‌های باکتالورانت‌هازا هستند.